# Chartographa praemutans
Chartographa praemutans är en fjärilsart som beskrevs av Louis Beethoven Prout 1937. Chartographa praemutans ingår i släktet Chartographa och familjen mätare. Inga underarter finns listade i Catalogue of Life.